# Куркурис
Курку̀рис (на италиански: Curcuris; на сардински: Crucuris, Крукурис) е село и община в Южна Италия, провинция Ористано, автономен регион и остров Сардиния. Разположено е на 159 m надморска височина. Населението на общината е 314 души (към 2010 г.).